# Vespa
Vespa je italijanska blagovna znamka skuterjev in podobnih mopedov, ki jih proizvajajo v okviru koncerna Piaggio. Vse vespe so razvili iz zasnove prvotnega modela motornega skuterja, ki ga je leta 1946 proizvedla družba Piaggio & Co. SpA iz Pontedere v Italiji, in so jih razvijali do sedanjih modelov skuterjev, ki jih izdelujejo v koncernu Piaggio.
Od samega začetka so bili skuterji znamke Vespa znani po svojem značilnem lakiranem, stisnjenem jeklenem ohišju, ki v enotni strukturi združuje celoten pokrov motorja (ta obdaja mehanizem pogonskega agregata in varuje pred umazanijo ali maščobo), ravno talno ploščo (zagotavlja zaščito stopal) z izrazitim sprednjim oklepom (ki zagotavlja zaščito pred vetrom in padavinami na cestišču).

## Zgodovina
Po drugi svetovni vojni je imela Italija s strani zaveznikov velike omejitve letalske industrije, tako glede zmogljivosti, kot proizvodnje. Piaggio je iz vojnega obdobja izšel z zaradi bombardiranja uničeno tovarno v Pontederi, kjer so poprej proizvajali bombnike. Katastrofalno stanje italijanskega gospodarstva in tudi njenih cest sta dolgo preprečevala ponovni razvoj motorizacije. Enrico Piaggio, sin ustanovitelja Piaggia Rinalda Piaggia, se je zato odločil opustiti proizvodnjo letal, da bi s proizvodnjo motociklov rešil nujne potrebe Italije po sodobnem in cenovno dostopnem načinu množičnega prevoza.

## Oblikovanje
Leta 1944 sta Piaggiova inženirja Renzo Spolti in Vittorio Casini zasnovala motocikel tipa skuter, s karoserijo, ki popolnoma zajame pogonski sklop. Poleg karoserije je zasnova vključevala krmilne elemente, nameščene na krmilu, zračno hlajeni dvotaktni pogonski agregat, kolesi majhnega premera in visok osrednji del. Prototip, uradno znan kot MP5 (»Moto Piaggio št. 5«), je dobil vzdevek "Paperino" (italijansko ime za Jako Racmana).
Vodstvo podjetja ni bil zadovoljno z zasnovo MP5, še posebej z visokim osrednjim delom. Za preoblikovanje skuterja je najelo aeronavtičnega inženirja Corradina D'Ascania, ki se je pred tem o oblikovanju in izdelavi skuterjev posvetoval  že s konkurentom Ferdinandom Innocentijem, kateremu je dal vedeti, da sovraži motocikle na splošno, ker je bil mnenja, da so zajetni, umazani in ne omogočajo zanesljivega prevoza.
D'Ascanijev prototip MP6 je imel pogonski agregat nameščen poleg zadnjega kolesa. Pogon je bil izveden neposredno iz menjalnika, kar je odpravilo pogonsko verigo ter z njo povezano olje in umazanijo. Prototip je imel karoserijo iz nosilnih jeklenih zunanjih plošč. Te spremembe so omogočile, da je imel prototip MP6 stopničasto zasnovo namesto visokega sredinskega dela, kot ga je imel MP5 Paperino. Zasnova MP6 je vključevala tudi sredinsko sprednje vzmetenje, zamenljiva sprednja in zadnja kolesa, nameščena na osi, ter rezervno kolo. Druge značilnosti MP6 so bile podobne tistim pri prototipu MP5, vključno s krmilnimi elementi, nameščenimi direktno na krmilu ter zaprto karoserijo z visoko sprednjo zaščito (ščitom) pred padavinami.

## Poimenovanje
Ko je Enrico Piaggio prvič videl MP6, naj bi vzkliknil: »Sembra una vespa!« (»Izgleda kot osa!«) zato je podjetje svoj novi skuter takoj preimenovalo. Vespa je latinsko in italijansko ime za oso, poimenovanje tako izhaja iz značilne oblike karoserije vozila: obsežnejši zadnji del je s prednjim delom povezan z ozkim delom karoserije, krmilna palica pa naj bi spominjala na anteni.

## Galerija
- Audrey Hepburn in Gregory Peck na vespi v filmu Rimske počitnice
- Stara vespa v Kopru
- Vespa na Japonskem
- Model Vespa 150 GL iz leta 1963
- Model Vespa LX 150 3V iz leta 2013
- Elektro skuter Vespa